# Witów (Silésie)
Pour les articles homonymes, voir Witów.
Witów est une localité polonaise de la gmina d'Irządze, située dans le powiat de Zawiercie en voïvodie de Silésie.